# Friedrich Eggers (Politiker)
Heinrich Jacob Friedrich Eggers (* 5. September 1867 in Großensee (Holstein); † 10. Mai 1945 in Wedel) war ein deutscher Politiker und Verwaltungsbeamter. Er war von 1902 bis 1932 Bürgermeister von Wedel.

## Leben
Eggers kam in Großensee (Holstein) als Sohn von Bauern zur Welt. Nach dem Schulbesuch diente er rund zwölf Jahre als Zahlmeister beim Militär, anschließend war er in der Zivilverwaltung tätig, ab 1901 in Uetersen. Im März 1902 wurde er zum ersten besoldeten Bürgermeister in der Geschichte der Stadt Wedel gewählt. Im November 1913 sowie 1926 wurde er jeweils wiedergewählt. Eggers blieb bis 1932 Bürgermeister der Stadt.
1937 wurde Eggers Ehrenbürger Wedels, er starb am 10. Mai 1945. In der Stadt trägt am Elbhochufer eine Straße Eggers’ Namen, was auf einen Beschluss der Verwaltung vom November 1954 zurückgeht. In Eggers’ Amtszeit als Bürgermeister fiel unter anderem die Eingemeindung des Nachbarortes Schulau, die 1908 von den Gemeindeausschüssen beschlossen wurde, sowie die Inbetriebnahme des Kraftwerkes am Schulauer Elbufer 1928 und des Wedeler Krankenhauses.